# Чемоданов, Фёдор Иванович
Фёдор Ива́нович Чемода́нов — воевода Саратова в 1623—1626 годах.
В 1611—1616 годах был стряпчим с платьем, в 1632—1633 годах был вторым воеводой в Вязьме.
При Чемоданове Саратов посетил купец Федот Котов, оставивший в своём «Хожении в Персию купца Федота Котова» известное описание Саратова:

От Самары до Саратова 350 вёрст, а на Саратове город стоит на луговой стороне, стоячий острог и башни рублены круглые, дворы и ряды в городе, а за городом стрелецкие дворы и рыбные лавки и анбары, где кладут с судов запасы. А стоит над Волгой на ровном месте, а по нижнюю сторону речка Саратовка вышла из степи, а около пошла степь во все стороны.
— Ф. Котов